# Greyscalegorilla
Greyscalegorilla は3DCGソフトウェアの Cinema 4D などに向けてトレーニング、アセット、プラグインを総合的に提供する企業である。この企業は Cinema 4D 開発元の MAXON のパートナー企業の一つとなっている。
Greyscalegorilla という名前はグラフィック用語と動物の組み合わせから選ばれた。

## Greyscalegorilla Plus
Greyscalegorilla Plus は Greyscalegorilla の中心的なサブスクリプションサービスであり、2021年より同社の Cinema 4D 向けマテリアルやテクスチャ、プラグイン、トレーニング全てはこのサービスを通して提供されている。また2023年にはCinema 4D以外にも対応した（ただしCinema 4D向けプラグインは移植されてない）。
サブスクリプション移行前は製品が個別ないしスイート毎に提供されており、日本ではそれぞれの製品が販売代理店TMSを通して販売されていたが、サブスクリプション移行後は取り扱い終了となっている。

### プラグイン
Greyscalegorilla Plus で提供されている Cinema 4D 向けプラグインには、ライティング向けの Light Kit Pro、HDRI Link、HDRI Studio Rig、アニメーション向けの Signal 3.0、Transform、カメラワーク向けの GorillaCam、街生成の City Kit、リアルな反射マテリアル作成の Topcoat が存在する。

## 使用事例
Greyscalegorilla製品の使用事例では、例えば2013年公開の映画『パシフィック・リム』のタイトルシーケンスの製作にGreyscalegorillaのライティングプラグインが使われている。
また、2021年のAdobeのSubstance 3D Stagerのプロモーション動画では、それにGreyscalegorillaのアセットが不適切に使用され、Adobeは間違いがあったことを認めて謝罪している。